# Poka (Saaremaa)
Koordinaten: 58° 35′ N, 22° 29′ O
Poka ist ein Dorf (estnisch küla) auf der größten estnischen Insel Saaremaa. Es gehört zur Landgemeinde Saaremaa (bis 2017: Landgemeinde Leisi) im Kreis Saare.
Der Ort hat neun Einwohner (Stand 31. Dezember 2011). Er liegt direkt an der Nordküste der Insel.